# Richard Hobert
Richard Hobert (Kalmar, 1 de desembre de 1951) és un guionista i director de cinema suec.

## Carrera
Hobert va estudiar ciències polítiques, idiomes i cinema i teatre a la Universitat de Lund de 1970 a 1973. Va debutar com a dramaturg radiofònic el 1974. Hobert va treballar com a escriptor i ajudant de direcció fins al seu debut. com a director l'any 1978.
El seu debut a la gran pantalla l'any 1993, Glädjekällan, va ser guardonat amb el Premi Ingmar Bergman. Va continuar amb un cicle d'altres set pel·lícules que van tenir bona acollida. El 2002, Alla älskar Alice protagonitzada per Lena Endre, Mikael Persbrandt i Marie Richardson va ser un èxit de taquilla i de crítica important amb nominacions als Premis Satellite i als Premis Guldbagge. El 2005 tornaria a dirigir Lena Endre (la seva parella entre 2000 i 2012) i Amanda Ooms a Harrys döttrar, nominada al Gran Premi del Festival de Cinema Nits Negres de Tallinn.
El 2018 va debutar com a novel·lista amb "Fågelfångarens son," una història dramàtica sobre la paternitat basada en una llegenda de les Illes Fèroe. El mateix any, va escriure i dirigir el llargmetratge basat en la novel·la. "Fågelfångarens son" que va guanyar el premi del Públic, al Festival Internacional de Cinema de Santa Bàrbara als EUA el gener de 2020.

## Filmografia
- 1993 – Glädjekällan
- 1994 – Händerna
- 1995 – Höst i paradiset
- 1997 – Spring för livet
- 1998 – Ögat
- 1999 – Där regnbågen slutar
- 2000 – Födelsedagen
- 2002 - Alla älskar Alice
- 2004 - Tre solar
- 2005 - Harrys döttrar
- 2011 - En enkel till Antibes
- 2019 - Fågelfångarens son
- 2022 - Kärleksbevis